# Trachycephalus resinifictrix
Жабовидная квакша (лат. Trachycephalus resinifictrix) — вид бесхвостых земноводных из семейства квакш.

## Описание

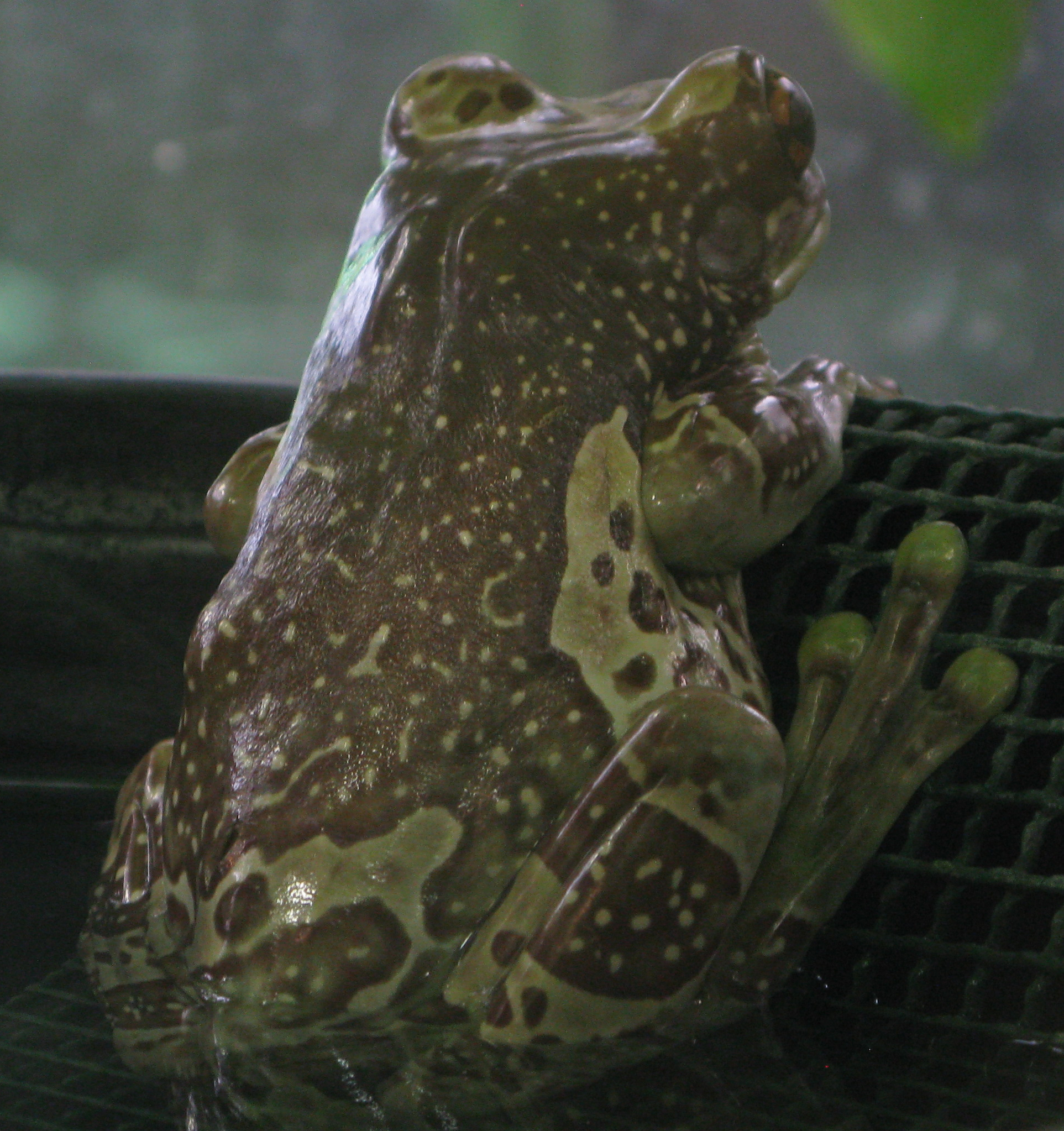
Окраска спины

Общая длина достигает 6—8 см. Голова широкая. Глаза большие, широко расставленные, поднятые над мордой. Пальцы без перепонок, на концах расширенные в присоски, благодаря которым квакша отлично передвигается по скользким вертикальным поверхностям. Основной фон окраски пепельно-голубоватый, позади головы и в области задних лап тело перетянуто широкими шоколадно-коричневыми полосами. Такие же полосы располагаются на лапах. По всей спине разбросаны небольшие голубые бугорки, хорошо выделяются на коричневом фоне. На крестце одно или несколько коричневых пятен. По морде от ноздрей к глазам тянутся коричневые полоски, ширина которых варьирует у разных особей, иногда могут сливаться в коричневую маску. Зрачки чёрные, окружены золотистой радужкой, рассечённой на четыре сектора чёрными полосками.

## Образ жизни
Любит равнинные тропические леса. Ведёт древесный образ жизни. Активна ночью. Питается насекомыми.

## Ареал
Вид распространён в бассейне реки Амазонка: в Колумбии, Венесуэле, Бразилии, Боливии, Перу, Эквадоре, Гайане, Суринаме, Гвиане.

## Размножение
Спаривание не привязано к определенному сезону. В сезон дождей самка в дупла, заполненные водой, откладывает до 3000 яиц. Через 1 день появляются головастики. Метаморфоз длится 3 недели.